# Lepidoleuconidae
Lepidoleuconidae é uma família de esponjas marinhas da ordem Baerida.

## Gêneros
- Lepidoleucon Vacelet, 1967